# かんむり座R型変光星

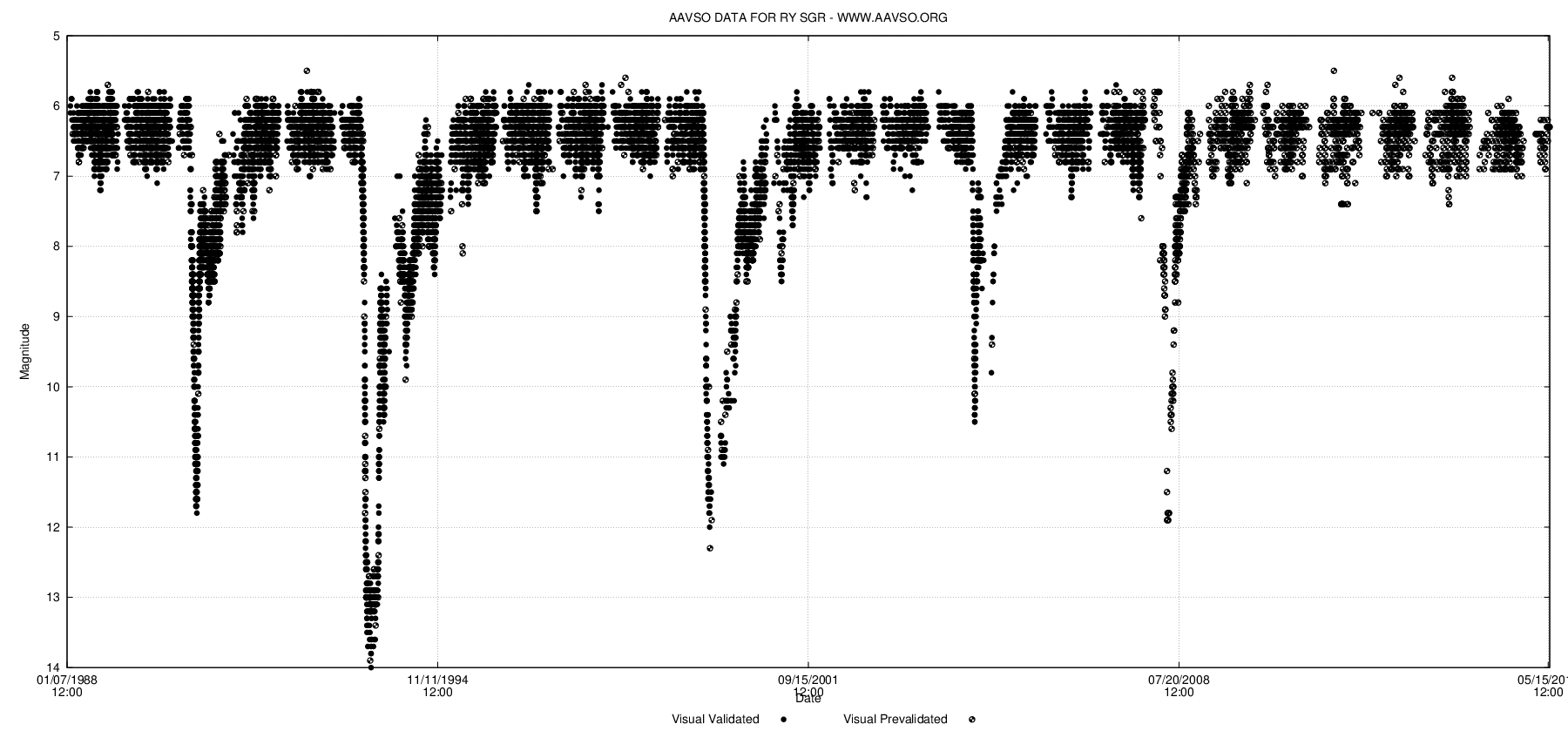
典型的なかんむり座R型変光星であるいて座RY星の1988年から2015年にかけての光度曲線。特徴的な急減光が記録されている。

かんむり座R型変光星(R Coronae Borealis variable)は、10分の1程度の低い振幅のモードと1-9等級の不規則で急激なモードの2つのモードで光度が変化する爆発型変光星である。RCBと略記する。プロトタイプ星は、イングランドのアマチュア天文学者であるエドワード・ピゴットが1794年に発見したかんむり座R星である。それ以来、約100個のかんむり座R型変光星だけが発見されており、非常に珍しい分類となっている。
減光は、すすの形に凝集した炭素が恒星の可視光を遮るために起こり、赤外線では明るさは変わらない。かんむり座R型変光星は、通常はF型またはG型の黄色の超巨星で、黄色の超巨星に特徴的な二原子炭素やシアン化物の分子吸収帯を持つ。かんむり座R型変光星の大気は、水素を欠いており、ヘリウムや他の元素に対する存在量は、1000分の1から100万分の1である。

## 分布
かんむり座R型変光星のスペクトルは多くの種類に渡るが、ほとんどはF型かG型の超巨星かまたは比較的冷たいC-R型の炭素星の超巨星である。しかし、例えばいて座VS星等の3つは青いB型星であり、はくちょう座V482星は赤い巨星である。また4つはスペクトル中に鉄のフラウンホーファー線を欠いている。共通する性質は、炭素の吸収線が強いこと、水素を欠いていること、断続的なはっきりした減衰を持つことである。

## 物理
かんむり座R型変光星の炭素の塵の形成については、主に2つのモデルが提案されている。1つのモデルは恒星中心から恒星半径の20倍の位置で塵が形成されると仮定し、もう1つのモデルは恒星の光球の中で形成されると仮定する。前者の論拠は、炭素の凝集温度が1,500Kであることであるが、かんむり座R型変光星の光度曲線が最小値に達する直前に急速に減退することは説明できない。このモデルは雲を形成するのに大量の塵を必要とし、長い時間がかかるため、急速な減光を説明するのは難しい。
後者は、いて座RY星の大気中で検出されたような衝撃波の低圧部で局所的な暴走冷却により、4,500Kから6,500Kの環境で炭素の塵が形成されるとするものである。
恒星そのものの形成もはっきり分かっていない。標準的な恒星進化モデルでは、水素を持たない大質量の明るい恒星は生まれ得ない。これらの恒星を説明するために考えられている2つの主な理論は、どちらも風変わりで、恐らくこのような珍しい恒星に相応しいものである。1つは、ヘリウム白色矮星と炭素-酸素白色矮星の2種類の白色矮星が融合を起こした結果であるとするものである。白色矮星は通常水素を欠いているため、生じた恒星もこの元素を欠くことになる。2つめのモデル燃焼中のヘリウム殻での大規模な対流を仮定し、水素は恒星内部に潜っていき、大気中にはほとんど存在しなくなるとするものである。かんむり座R型変光星の多様性は、強ヘリウム星や水素を欠いた炭素星と関連する形成過程の多様性のためであると説明することができる。